# Al-Abbàs ibn Muhàmmad
Al-Abbàs ibn Muhàmmad (àrab: العباس بن محمد بن علي بن عبد الله بن عباس)  (739 (Gregorià) - Bagdad, 802 (Gregorià)) nom abreujat d'Al-Abbàs ibn Muhàmmad ibn Alí ibn Abd-Al·lah, fou un general abbàssida germà dels califes Abu-l-Abbàs as-Saffah i Abu-Jàfar al-Mansur. Va participar en la conquesta de Malatya (Melitene) el 756, i el 759 fou nomenat per al-Mansur governador de la Jazira, càrrec que va ostentar fins a la seva destitució el 772.
Encara després d'aquesta data es va distingir en les lluites contra els romans d'Orient i el 159 de l'hègira (775/776) va dirigir una gran expedició a l'Àsia Menor que fou tot un èxit. Va morir l'any 802.